# Руске бајке
Руске бајке су прозаичне или поетске измишљене приче усменог народног стваралаштва и руских писаца, насталих у Русији на руском језику, а које одражавају карактеристике националне културе, начина живота, карактера народа, а понекад и приче о догађајима националне историје.

## Руска народна бајка
Руска народна бајка - дело усмене креативности руског народа, једног од облика фолклорне прозе . Дубоко библијско, хришћанско, православно и морално-психолошко значење руских бајки открио је Александар Ужанков на основу свог приступа симболичком тумачењу текста. Владимир Проп, истраживач руске бајке, веровао је да руска "бајка садржи неке вечне, непролазне вредности" . У руским бајкама се увек говори о нечему што је немогуће у стварном животу, али фантазија садржи идеју, односно у фикцији постоји и истинска животна тврдња која се изражава јаче него ако је нарација вођена без фикције. Приче разних народа су сличне једна другој. Али свака нација има посебне приче. У свим руским бајкама постоји печат старог начина живота, обичаја и поретка. 

### Списак неких народних бајки
Баба Јага, Вук и седам јарића, Вук и лисица, Глинени момак, Гуске лабудови, Ждрал и чапља, Снегурочка, Иван царевић и сиви вук, Принцеза жаба, Марја Марјевна, Перце Финесте сивог сокола, Лисица, зец и петао, Колобок, Маша и медвед, Деда Мраз, Царевић Василије и цар девојка.

## Руска књижевна бајка
Руска књижевна или ауторска бајка - литерарни епски жанр у прози или стиху, заснован на традицији руске фолклорне приче, је спој ауторског идентитета и руске народне традиције.
Дефиниција
Постоји велики број дефиниција руске књижевне приче. Л. Брауд: "Књижевна бајка је ауторски уметнички прозни рад, заснован на фолклорним изворима или их је створио сам писац, али је у сваком случају производ његове маште, углавном фантастичан, који приказује чудесне авантуре измишљених или традиционалних хероја бајке, оријентисане према деци; дело у ком чаролија, чудо игре улогу фактора који формира учесталост, помаже карактеризацији ликова.“ И. Јармиш: "Књижевна бајка је жанр литерарног рада у којем су морални, етички проблеми решени магично-фантастичним или алегоричним развојем догађаја и, по правилу, оригиналним деловима и сликама у прози, стиху или драми". В. Минејев: "Књижевна бајка је жанр ауторског фантастичног књижевног дела, који потиче из народне приче, позајмљујући од ње концепт бајковитог стваралаштва као жанровског фактора а не научног карактера".
Карактеристике
Књижевна бајка се сматра жанром који спаја фолколорне и књижевне принципе. Израстала је из фолклора, трансформисала се и мењала своје карактеристике. Руска књижевна бајка креирана је кроз замисао аутора, узимајући духовно искуство, идеале, идеје о добру о злу.  Према И. П. Лупановој, књижева бајка је наследница народне песме.  Л. В. Овчиникова класификује књижевне бајке на народно-књижевне и ауторске бајке. 
Главне разлике између народних и књижевних бајки:
- Народна бајка нема строго успостављен текст, сваки наратор може нешто додати или уклонити по жељи. Књижевна бајка је увек записана и њен облик је непромењен.
- Народна бајка одражава идеале и вредности читавог народа. У књижевној бајци се огледа ауторски поглед на свет, његова идеја о животу и правди.
- Књижевна бајка је одраз времена у којем су описани књижевни токови тог времена

Ј. Лупанова наглашава да је карактеристика жанра књижевне бајке, "не само и не толико развој у Руским фолклорним темама и мотивима, као жеља да се овлада системом типичних фолклорних слика, његовом језику и поезији." Т. Леонов закључује да је књижевни бајка има синтетички жанр који повезује компоненте народних прича и разних књижевних жанрова. Руска књижевна бајка, заједно са романима и кратким причама, била је најпопуларнији и широко распрострањени жанр у Русији у другој половини XIX века. Бајке, у стиху  или прози, створиле су скоро све највеће руске писце тог времена. Бајке је писала и царица Катарина II. Брзо цветање жанра се одвија у тридесетим годинама XIX века. С. Савченко, истражујући народне и књижевне бајке XVIII века у раду "Руска народна бајка: Историја прикупљања и проучавања" (1914) сматра да "књижевне бајке одражавају у себи поверење и стил и садржај тих радова. " Он, након В. В. Сиповског, бајке дели их на три групе:
- Витешки романи, поеме;
- Оријенталне бајке;
- Чаробне бајке, пародије на њих, поучне бајке. [7]

По аналогији са класификацијом народних бајки међу књижевним бајкама могу се издвојити приче о животињама, вилама, авантурама, по одушевљењу- херојске бајке, лирске, хумористичке, сатиричне, филозофске, психолошке. Од времена њиховог појављивања до почетка двадесетог века, књижевне бајке су биле намењене одраслом читаоцу. У XX веку је препознат као дечији жанр. У руској класичној књижевности бајке су непроцењиво благо. Време је пред њима немоћно. Александар Пушкин је изнео бајку из редова другоразредне књижевности. Од Пушкинових бајки потекла је инспирација за креативност следећих писаца. Књижевна бајка је проширила простор фикције и фантазије. Особине народних бајки у свом стваралаштву исказали су Петар Јершов, Василиј Жуковски, С. Асаков. 

### Ликови у бајкама
У руским бајкама су чести ликови  магијске животиње које могу да говоре и помажу главном лику. Понекад ове животиње су зачарани људи морају бити ослобођени од силе зле чаролије. Најчешће у руским бајкама постоје следеће животиње: жаба (Принцеза жаба), птице (гуске, лабудови, Жар птица), лисице (Кума Лија), медведи (Мишка), мачка, вук (Сиви вук ), коза, коњи (Сивка-Бурка). Често, ликови су Демон (Баба Јага, Кошчај Бесмртни, Змија Змај). Људи  представљени као мушкарци (Иван Будала, Иван Царевић, Емелиа, Војник) или жене (Марија Искусница, Василиса Премудра, Василиса Прекрасна), измишљени ликови. Исто тако, ликови успели да га оживе артефакти (Терјошка, Глинени момак, Колобок).